# Resolució 407 del Consell de Seguretat de les Nacions Unides
La Resolució 407 del Consell de Seguretat de les Nacions Unides, fou aprovada el 25 de maig de 1977. Després de recordar la Resolució 402 del Consell de Seguretat de les Nacions Unides (1976), el Consell va observar amb preocupació el continuat assetjament dels nacionals de Lesotho a Sud-àfrica en violació de la resolució. També va reconèixer la càrrega imposada a Lesotho pel que fa a la seva decisió de no reconèixer el bantustan "independent" de Transkei.
El Consell va encomiar al Govern de Lesotho per la seva decisió de no reconèixer Transkei i va recolzar l'informe de la Missió a Lesotho i la crida del secretari general de les Nacions Unides Kurt Waldheim per assistència internacional a Lesotho. La Resolució també va demanar al Secretari General que seguís vigilant la situació i informés de qualsevol evolució.
La resolució es va adoptar sense votació.